# Hyaloscotes
Hyaloscotes é um gênero de mariposa pertencente à família Acrolophidae.